# Municipio de San Sebastián (kommun)
Municipio de San Sebastián är en kommun i Guatemala.   Den ligger i departementet Departamento de Retalhuleu, i den sydvästra delen av landet, 120 km väster om huvudstaden Guatemala City.